# Los Mojones del Reino
Los Mojones del Reino, situados en el término municipal de Beniel, Región de Murcia, son unos monolitos de piedra caliza tallados en forma de pirámide sobre una base cúbica. Se trata de un monumento de carácter civil. Fueron colocados en 1304 para delimitar la frontera entre las coronas de Castilla y Aragón. Los Mojones del Reino, conocidos popularmente por "Los Pinochos", posible derivación del término "pinacho", han sobrevivido al paso del tiempo y en la actualidad, más de siete siglos después, marcan el límite entre las provincias de Murcia y Alicante, Región de Murcia y Comunidad Valenciana.

## Definición
Un mojón es una señal permanente, generalmente monolitos de piedra, que se ponía para fijar los linderos de fincas, heredades, términos y fronteras, o en despoblado para que sirva de guía. Servían para señalar la confrontación de dos términos o jurisdicciones.

## Historia
La conquista de Murcia por los reyes castellanos provocó un largo litigio con la Corona de Aragón acerca de los límites de ambos reinos, que comienza en 1244 con el Tratado de Almizra. En 1266, tras la Reconquista, cuando la rebelión de los mudéjares fracasó, Alfonso X procedió al reparto de tierras de aquel territorio plenamente conquistado. En 1304 los enfrentamientos entre Castilla y Aragón por esta zona limítrofe se intentan dirimir con la Sentencia Arbitral de Torrellas, y para delimitar la frontera de las coronas de Aragón y Castilla, en la Vereda del Reino se levantaron dos mojones reales. Esta sentencia fue confirmada un año más tarde en el Tratado de Elche. Beniel quedó inmersa en el área castellana y los Mojones del Reino serán un símbolo heráldico del municipio, como zona fronteriza.

## Restauración
Los Mojones reales instalados en Beniel en 1304 como símbolo del límite divisorio entre los territorios de Castilla y Aragón serán sustituidos en el siglo XVIII, en tiempos de Carlos III por otros de similar estructura, debido al estado de degradación en el que se encontraban los originales del siglo XIV.
Los monolitos han tenido que ser restaurados en varias ocasiones debido a las inclemencias del tiempo y a que se encuentran en una vía con mucho tráfico. La última vez que fueron restaurados fue a finales de la década de 1980. Esta última restauración no fue nada rigurosa, ni respetuosa con el monumento, puesto que no deja ver la piedra original, prácticamente consistió en un enlucido de cemento, y hasta se desplazó uno de los monolitos de su emplazamiento original para hacer la carretera más ancha.